# 最東対地
最東 対地（さいとう たいち、1980年5月9日 - ）は、日本のホラー作家。大阪府交野市出身。

## 経歴・人物
飲食・小売業界を経て、出版社に勤務したのち、現在はフリーライター。2013年より執筆活動を開始し、2016年、投稿作「夜葬」で第23回日本ホラー小説大賞《読者賞》を受賞し作家デビューした。

## 作品リスト

### 単行本
小説
- 『夜葬』 角川ホラー文庫、2016年10月。ISBN 978-4-04-104904-4
- 『#拡散忌望』 角川ホラー文庫、2017年6月。ISBN 978-4-04-105580-9
- 『えじきしょんを呼んではいけない』 角川ホラー文庫、2018年7月。ISBN 978-4-04-107106-9
- 『怨霊診断』 光文社、2018年9月。ISBN 978-4-33-491242-0
- 『おるすばん』 角川ホラー文庫、2019年9月。ISBN 978-4-04-108662-9
- 『寝屋川アビゲイル 黒い貌のアイドル』 講談社タイガ、2020年7月。ISBN 978-4-06-520001-8
- 『KAMINARI』 光文社文庫、2020年8月。ISBN 978-4-33-479069-1
- 『異世怪症候群』 星海社FICTIONS、2020年8月。ISBN 978-4-06-520651-5
- 『七怪忌』 角川ホラー文庫、2021年4月。ISBN 978-4-04-111317-2
- 『カイタン 怪談師りん』 集英社オレンジ文庫、2021年6月。ISBN 978-4-08-680392-2
- 『ふたりかくれんぼ』 二見ホラー×ミステリ文庫、2021年7月。ISBN 978-4576211107
- 『恐怖ファイル 不怪』 竹書房怪談文庫、2022年2月。ISBN 978-4801930117

ノンフィクション
- 『この場所、何かがおかしい』 エクスナレッジ、2022年8月。ISBN 978-4767830414

### 寄稿
小説
- 「父」 : 『小説宝石』2019年7月号 光文社 2019年6月22日発売 掲載
- 「胃袋のなか」 : 『秘密 異形コレクションLI)』光文社文庫 2021年6月16日発売 収録
- 「Cursed Doll」 : 『ギフト 異形コレクションLIII』光文社文庫 2022年4月12日発売 収録
- 「ミズノくんを返して」、「転校生」、「収穫祭」、「つまらない動画」、「あそこには怖い人がいます」 : 『てのひら怪談 こっちへおいで』ポプラキミノベル 2022年6月15日発売 収録
- 「閃光」 : 『祠破壊ホラー小説アンソロジー』星海社FICTIONS 2025年7月15日発売 収録

エッセイなど
- 「受賞の言葉」 : 『小説 野性時代』152号 KADOKAWA 2016年6月11日発売 掲載
- 「怨霊診断を読む前に」 : 『小説宝石』2018年10月号 光文社 2018年9月22日発売 掲載
- 「腐れ縁」 : 『メフィスト』2018年 VOL.3 講談社 2018年12月6日発売 掲載
- 「誰も知らない怪談をあなたに」：『小説宝石』2023年9月号光文社 2023年8月22日発売 掲載